# William S. McNary
William Sarsfield McNary (* 29. März 1863 in Abington, Plymouth County, Massachusetts; † 26. Juni 1930 in Boston, Massachusetts) war ein US-amerikanischer Politiker. Zwischen 1903 und 1907 vertrat er den Bundesstaat Massachusetts im US-Repräsentantenhaus.

## Werdegang
William McNary besuchte die öffentlichen Schulen seiner Heimat und die Boston English High School. Danach arbeitete er zwischen 1880 und 1892 als Reporter und Verleger in der Zeitungsbranche. Außerdem wurde er im Möbelhandel tätig. Gleichzeitig schlug er als Mitglied der Demokratischen Partei eine politische Laufbahn ein. In den Jahren 1887 und 1888 saß er im Stadtrat von Boston. Danach war er bis 1890 Abgeordneter im Repräsentantenhaus von Massachusetts. Anschließend gehörte er bis 1892 dem Staatssenat an. In den Jahren 1893 und 1894 fungierte McNary als Wasserbeauftragter der Stadt Boston; von 1900 bis 1902 war er nochmals Abgeordneter im Repräsentantenhaus seines Staates. In jener Zeit wurde er auch in der Versicherungsbranche und auf dem Immobilienmarkt tätig. In den Jahren 1900 und 1904 nahm er als Delegierter an den jeweiligen Democratic National Conventions teil.
Bei den Kongresswahlen des Jahres 1902 wurde McNary im zehnten Wahlbezirk von Massachusetts in das US-Repräsentantenhaus in Washington, D.C. gewählt, wo er am 4. März 1903 die Nachfolge von Henry F. Naphen antrat. Nach einer Wiederwahl konnte er bis zum 3. März 1907 zwei Legislaturperioden im Kongress absolvieren. Im Jahr 1906 verzichtete er auf eine weitere Kandidatur. Nach dem Ende seiner Zeit im US-Repräsentantenhaus nahm William McNary seine früheren Tätigkeiten wieder auf. Er starb am 26. Juni 1930 in Boston.